# اسید ریزدرونیک
اسید ریزدرونیک (انگلیسی: Risedronic acid) یک داروی بیس فسفونات است. این دارو فرایندهای سلول‌هایی را که استخوان را تجزیه می‌کنند کند می‌کند. اسید ریزدرونیک به صورت خوراکی برای درمان یا پیشگیری از پوکی استخوان و درمان بیماری استخوان پاژه استفاده می‌شود.